# 도리스 로버츠
도리스 메이 로버츠(Doris May Roberts, 본명: 도리스 메이 그린, 1929년 11월 4일 ~ 2016년 4월 17일)는 미국의 배우이다.

## 출연 작품
- 메리 키스마스 (2015)
- 더 시크릿 오브 조이 (2014)
- 마데아 : 증인보호프로그램 (2012)
- 마가린 워스 (2012)
- 미세스 미라클 (2009)
- 어나더 하베스트 문 (2009)
- 다락방의 외계인 (2009)
- 플레이 더 게임 (2008)
- 키핑 업 위드 더 스타인스 (2006)
- 그랜드마 보이 (2006)
- 딕키 로버츠 - 왕년의 아역 스타 (2003)
- 풀 써클 (2001)
- 올 오버 더 가이 (2001)
- 욕조 속의 물고기 (1999)
- 마이 자이안트 (1998, My Giant)
- 그래스 하프 (1995)
- 그 남자의 방 그 여자의 집 (1993)
- 러브 어게인 (1992)
- 크리스마스의 기적 (1990)
- 허니문 아카데미 (1989)
- 크리스마스 대소동 (1989)
- 캘리포니아 걸 (1985)
- 안네 프랭크의 일기 (1980)
- 로즈 (1979)
- 악령의 피 (1976)
- 지하의 하이젝킹 (1974)
- 갈등의 부부 (1972)
- 서치 굿 프렌즈 (1971)
- 뉴 리프 (1971)
- 디어 하트 (1964)
- 섬씽 와일드 (1961)

### 텔레비전
- 샌프란시스코 수사반 (1976)
- 꿈꾸는 낙원 (1979, 1980)
- 사랑의 유람선 (1980)
- 레밍턴 스틸 (1983-87)
- 내 사랑 레이몬드 (1996-2005)